# Forotik

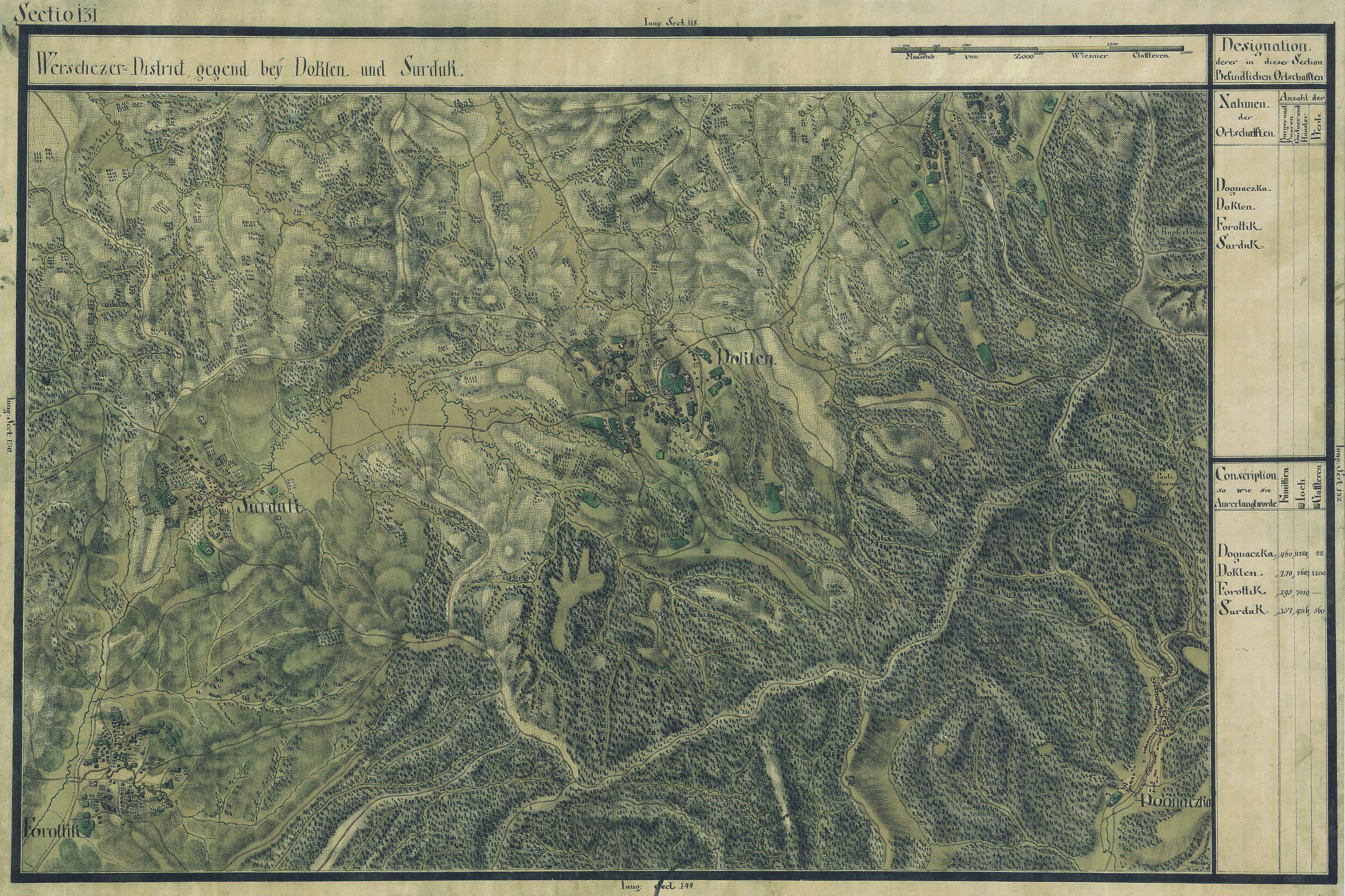
Forotik egy régi térképen

Forotik (románul: Forotic) település Romániában, a Bánságban, Krassó-Szörény megyében.

## Fekvése
Oravicabányától északra fekvő település.

## Története
A falutól 800 méterre északkeletre, Forotik és Bársonyfalva között népvándorlás korabeli település maradványait tárták fel.
Forotik nevét 1597-ben említette először oklevél Forotigh néven.  1600-1700 között Forotik, 1808-ban Forotik, Forrotik néven írták.
1851-ben Fényes Elek írta a településről: „Krassó vármegyében, 10 katholikus, 1262 óhitű lakossal, s anyatemplommal. Földesura a kamara.”
1910-ben 1482 lakosából 1343 román, 56 német, 52 cigány, 25 magyar volt. Ebből 1393 görögkeleti ortodox, 71 római katolikus volt.
A trianoni békeszerződés előtt Krassó-Szörény vármegye Oraviczabányai járásához tartozott.